# Reparation

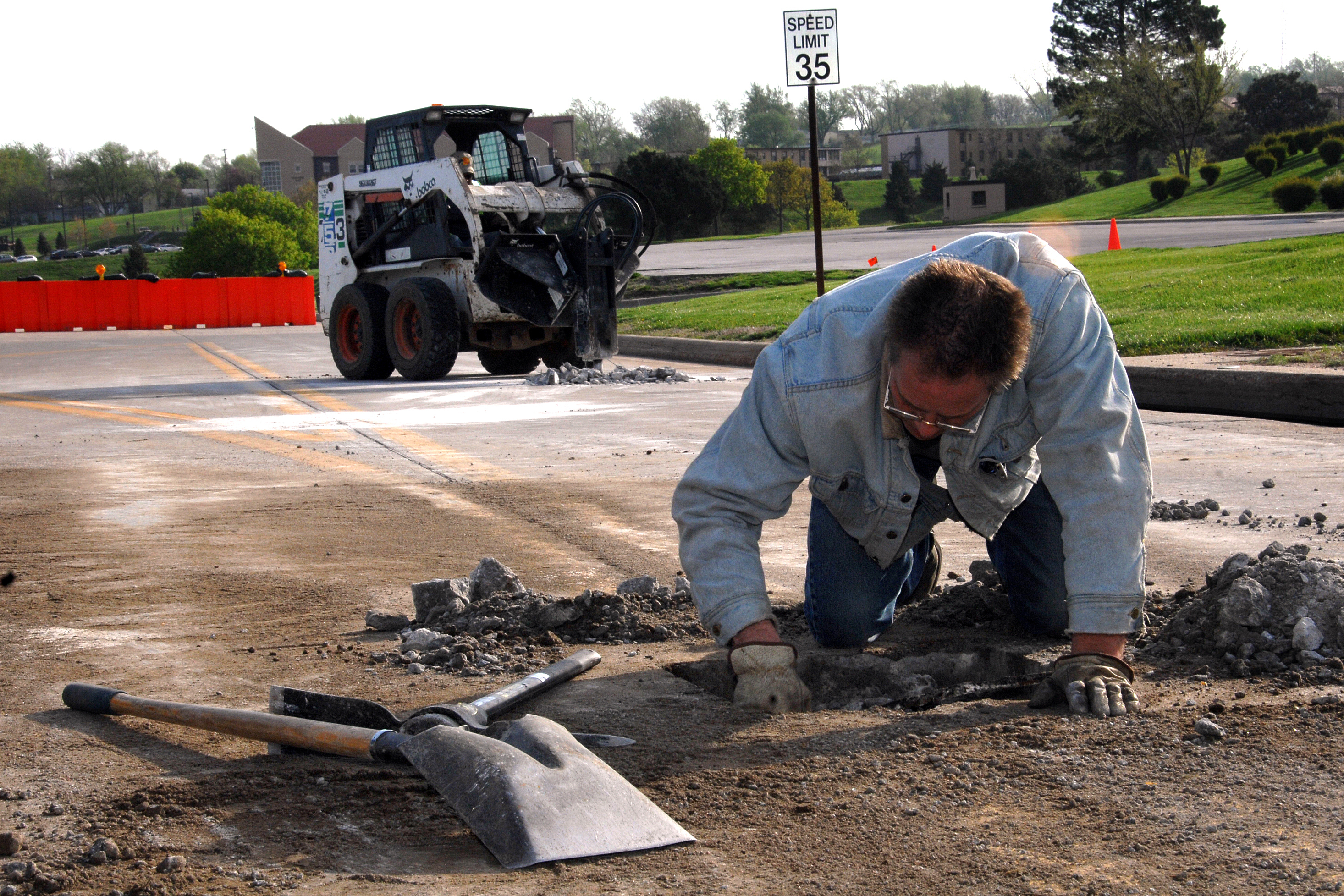
Reparation av potthål i vägbanan.

|  | Wiktionary har en ordboksartikel om reparera. |

För filmen med samma namn, se Reparation (film).
Reparation är tekniskt underhåll av skadade föremål och anordningar. Man kan exempelvis reparera cyklar, möbler, TV-apparater, bilar, hus, leksaker och rymdraketer. Saker som man inte reparerar (till exempel glödlampor, plastpåsar och gem) är engångsartiklar som byts ut när de går sönder. Reparation är en del av underhåll vilket även inkluderar förebyggande inspektioner och utbyte av utslitna komponenter. 
För reparation och underhåll finns ofta handböcker. 